# Parisfreden (1898)
Parisfreden var ett avtal 1898, som ledde till att Spanien gav upp sina anspråk på Kuba, Puerto Rico, delar av Västindien, Guam och Filippinerna till USA medan USA betalade $20 miljoner dollar till Spanien. Fördraget skrevs på den 10 december 1898, och innebar slutet på spansk-amerikanska kriget. Fördraget trädde i kraft den 11 april 1899, då ratificieringarna utväxlades.
Fördraget, tillsammans med tysk–spanska fördraget (1899), innebar slutet på Spanska imperiet i  Amerika och Stilla havet, samtidigt som USA:s expansion stärktes.